# Africa Cup 1C 2012
La Africa Cup 1C del 2012 se disputó en Gaborone, capital de Botsuana. Los 5 partidos se desarrollaron en el Estadio de la Universidad de Botsuana (UB Stadium).

## Equipos participantes
- Selección de rugby de Botsuana
- Selección de rugby de Costa de Marfil
- Selección de rugby de Mauricio
- Selección de rugby de Nigeria
- Selección de rugby de Zambia

## Posiciones
| Pos. | Equipo          | Encuentros | Encuentros | Encuentros | Encuentros | Tantos  | Tantos    | Tantos     | Puntos |
| Pos. | Equipo          | jugados    | ganados    | empatados  | perdidos   | a favor | en contra | diferencia | Puntos |
| ---- | --------------- | ---------- | ---------- | ---------- | ---------- | ------- | --------- | ---------- | ------ |
| 1    | Botsuana        | 2          | 2          | 0          | 0          | 48      | 29        | + 19       | 8      |
| 2    | Costa de Marfil | 2          | 2          | 0          | 0          | 53      | 35        | + 18       | 8      |
| 3    | Mauricio        | 2          | 1          | 0          | 1          | 40      | 47        | - 7        | 4      |
| 4    | Nigeria         | 2          | 0          | 0          | 2          | 39      | 55        | - 16       | 1      |
| 5    | Zambia          | 2          | 0          | 0          | 2          | 33      | 47        | - 14       | 1      |

Nota: Se otorgan 4 puntos al equipo que gane un partido y 2 al que empate
Puntos Bonus: 1 punto por convertir 4 tries o más en un partido y 1 al equipo que pierda por no más de 7 tantos de diferencia
|  | Campeón y asciende a Africa Cup 1B 2014 |

## Resultados

### Primera fecha
| 22 de julio | Mauricio | 26 - 22 | Nigeria |  |  |
|             |          | Reporte |         |  |  |

| 22 de julio | Botsuana | 23 - 15 | Zambia |  |  |
|             |          | Reporte |        |  |  |

### Segunda fecha
| 25 de julio | Costa de Marfil | 29 - 17 | Nigeria |  |  |
|             |                 | Reporte |         |  |  |

### Tercera fecha
| 28 de julio | Costa de Marfil | 24 - 18 | Zambia |  |  |
|             |                 | Reporte |        |  |  |

| 28 de julio | Botsuana | 25 - 14 | Mauricio |  |  |
|             |          | Reporte |          |  |  |

| Bandera de Botsuana               |
| Campeón de Africa Cup 1C Botsuana |
| Primer título                     |